# 핀란디아
《핀란디아 작품번호 26》(Finlandia)는 핀란드의 작곡가인 장 시벨리우스가 작곡한 교향시로, 초판은 1899년에 작곡되었으며 수정판은 1900년에 쓰였다. 핀란디아는 1899년 러시아 제국의 언론 검열에 비밀스럽게 저항하는 언론사의 기념 행사에서 작곡된 일곱 작품 중 마지막으로 쓰였다. 이 일곱 개의 작품 하나하나는 핀란드 역사의 몇몇 에피소드를 극적으로 묘사한 것이다. 일반적인 연주 시간은 대략 7분 30초에서 9분 가량이다.

## 악기 편성
- 목관악기: 플루트2, 오보에2, 클라리넷2, 바순2
- 금관악기: 호른4, 트럼펫3, 트롬본3, 튜바
- 타악기: 팀파니, 트라이앵글, 심벌즈, 큰북
- 현악5부

## 제목과 관련된 역사적 배경
핀란디아는 그 당시 러시아의 검열을 피하기 위해 콘서트마다 작품명을 우스꽝스럽게 바꿔가며 연주되었다. 이 작품은 여러 가명으로 불리며 연주되었는데, 그 중에 가장 뻔뻔하기로 유명했던 이름은 바로 핀란드의 봄에 들어오는 즐거운 기분(Happy Feelings at the awakening of Finnish Spring)이었다.
이 작품은 당시 핀란드인의 국민적인 투쟁을 불러일으키는듯 한 고무적이고 사나운 음률로 구성되어있다. 하지만 작품의 끝으로 갈수록 오케스트라에는 고요함이 짙어오고, 이때 잔잔한 핀란디아 송가(Finlandia Hymn)가 들려오기 시작한다. 종종 전통 민속 음악 멜로디로 오인용되기도 하는 송가 부분은 사실은 시벨리우스의 창작물이다.

## 핀란디아에 대한 편곡과 추출 작품
작곡가 시벨리우스는 1900년에 작품 전체를 피아노를 위한 연주곡으로 편곡했다.
시벨리우스는 이후 핀란디아 송가를 독립시켜 별도의 작품으로 만들었다. 1941년 시인 베이코 안테로 코스켄니에미가 가사를 쓴 이 송가는 핀란드의 가장 중요한 국가(國歌) 중 하나이다. 이 작품은 가사만 바뀐 채 찬송가 '내 영혼아 잠잠하여라(Be Still, My Soul)'로 불리며 지구상에 잠시 존재했던 아프리카 국가인 비아프라 공화국의 공식 국가(國歌)인 '떠오르는 태양의 나라(Land of the Rising Sun)'으로 불리기도 했다.

## 같이 보기
- 핀란드의 역사
- 핀란디아 송가